# Запирательный нерв
Запирательный нерв (лат. Nervus obturatorius) — нерв поясничного сплетения. Образован волокнами LII — LIV нервов.
В начальных отделах лежит позади большой поясничной мышцы, затем выходит из-за её медиального края, и, прободая фасцию этой мышцы, направляется на уровне крестцово-подвздошного сочленения вниз к пограничной линии. Следуя на некотором расстоянии параллельно этой линии, прикрытый наружными подвздошными сосудами, он спускается на боковую стенку малого таза и идёт к внутреннему отверстию запирательного канала в сопровождении лежащих под ним запирательной артерии и вен. Пройдя в указанный, запирательный нерв делится на две концевые ветви — переднюю и заднюю.
Ветви лат. Nervus obturatorius:
1. Мышечная ветвь (лат. R. muscularis) начинается от основного ствола перед входом в запирательный канал, проходит вместе с нервом через канал и разветвляется в наружной запирательной мышце.
2. Задняя ветвь (лат. R. posterior) отойдя от основного ствола, прободает наружную запирательную мышцу, ложится между большой и короткой приводящими мышцами и посылает к ним мышечные ветви.
Кроме мышечных ветвей, она отдаёт суставные ветви к суставной капсуле тазобедренного сустава и ветви к надкостнице задней поверхности бедренной кости.
3. Передняя ветвь (лат. R. anterior) толще задней, является продолжением основного ствола. Проходит между длинной и короткой приводящими мышцами и отдаёт мышечные ветви к этим мышцам, а также к тонкой и гребенчатой мышцам (непостоянно).
Затем запирательный нерв следует между длинной приводящей и тонкой мышцами, прободает широкую фасцию между портняжной и тонкой мышцами и в виде кожной ветви разветвляется в коже нижних отделов медиальной поверхности бедра вплоть до коленного сустава. Запирательный нерв может соединяться с подкожным нервом от бедренного нерва.